# Hertz
L'hertz (símbol Hz i plural hertzs) és la unitat de freqüència del Sistema Internacional d'Unitats igual a un cicle o oscil·lació per segon (1/s o s−1). És, per tant, una unitat derivada que depèn de la definició de segon, que és una unitat fonamental.

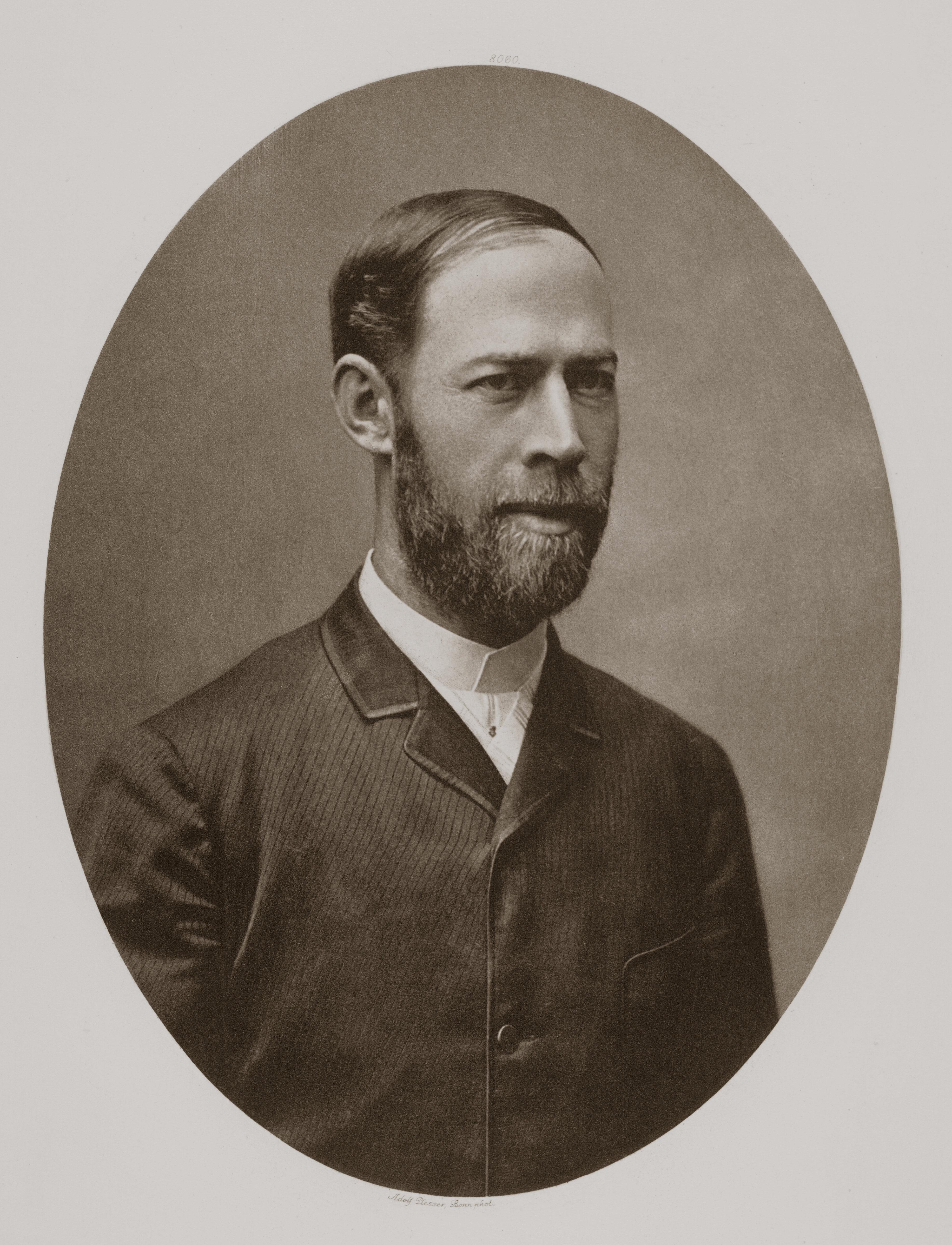
Heinrich Rudolf Hertz.

El nom «hertz» per a la unitat de freqüència fou proposat a principis de la dècada de 1920 per científics alemanys per homenatjar el físic alemany Heinrich Rudolf Hertz (1857-1894), professor de física a la Technische Hochschule de Karlsruhe, que descobrí la propagació de les ones electromagnètiques. La unitat fou adoptada per primera vegada el 1935 per un comitè de la Comissió Electrotècnica Internacional inclosa en el sistema d'unitats MKS o sistema Giorgi i adoptada per la 11a Conférence Générale des Poids et Mesures CGPM (Conferència General de Pesos i Mesures) l'any 1960 (Resolució 12a) amb l'adopció del Sistema Internacional d'Unitats, substituint l'anterior designació cy./sec. (cicles per segon). La unitat «cicles per segon» fou completament substituïda per l'hertz a la dècada de 1970.

## Definició
Un hertz representa un cicle per segon, la repetició d'un esdeveniment cada segon. Per exemple, l'hertz s'usa en física per mesurar el nombre de vegades que es repeteix una ona (so o electromagnètica) per segon. En segon lloc, o es pot emprar, entre altres coses, en ones per segon que arriben a una platja o vibracions d'un sòlid. L'amplitud mesurada en hertz s'anomena freqüència {\displaystyle f}, i en aquest sentit és la inversa del període {\textstyle f=1/T}. La conversió entre freqüències {\displaystyle f} mesurada en hertz i velocitat angular ω mesura en radians per segon:
{\displaystyle \omega =2\pi f\,}
i
{\displaystyle f={\frac {\omega }{2\pi }}\,}

Una ona sinusoïdal amb freqüència variable d'1 a 5 hertzs.

L'hertz equival a un cicle per segon. El Comitè Internacional de Peses i Mesures va definir el segon com «la durada de 9.192.631.770 períodes de la radiació corresponent a la transició entre els dos nivells hiperfins de l'estat fonamental de l'àtom de cesi -133» i després afegeix: «Segueix que la divisió hiperfina en l'estat fonamental de l'àtom de cesi 133 és exactament 9.192.631.770 hertz, νhfs Cs = 9.192.631.770 Hz». La dimensió de la unitat hertz és 1/temps (T −1 ). Expressada en unitats SI base, la unitat és el segon recíproc (1/s).
Hertz també s'utilitza com a forma plural. Com a unitat SI, es pot prefixar Hz; Els múltiples utilitzats habitualment són kHz (kilohertz, 103 Hz ), MHz (megahertz, 106 Hz ), GHz (gigahertz, 109 Hz ) i THz (terahertz, 1012 Hz ). Un hertz significa simplement un esdeveniment per segon (on l'esdeveniment que es compta pot ser un cicle complet); 100 Hz significa cent esdeveniments per segon, i així successivament. La unitat es pot aplicar a qualsevol esdeveniment periòdic; per exemple, es pot dir que un rellotge marca 1 Hz, o es podria dir que un cor humà batega a 1,2 Hz.
La taxa d'ocurrència d'esdeveniments aperiòdics o estocàstics s'expressa en segon recíproc o segon invers (1/s o s −1) en general o, en el cas específic de la radioactivitat, en becquerels.  Mentre que 1 Hz és un cicle (o esdeveniment periòdic) per segon, 1 Bq és un esdeveniment radionúclid per segon de mitjana.
Tot i que la freqüència, la velocitat angular, la freqüència angular i la radioactivitat tenen totes la dimensió T −1, d'aquestes només la freqüència s'expressa utilitzant la unitat hertz. Així, es diu que un disc que gira a 60 revolucions per minut (rpm) té una velocitat angular de 2 π rad/s i una freqüència de gir d'1 Hz. La correspondència entre una freqüència f amb la unitat de hertz i una velocitat angular ω amb la unitat de radians per segon és
{\displaystyle \omega =2\pi f} i {\displaystyle f={\frac {\omega }{2\pi }}.}
L'hertz rep el nom de Heinrich Hertz. Com passa amb totes les unitats SI anomenades per a una persona, el seu símbol comença amb una lletra majúscula (Hz), però quan s'escriu completament, segueix les regles per a la majúscula d'un substantiu comú; és a dir, l'hertz es posa en majúscula al començament d'una frase i en els títols, però en cas contrari està en minúscula.

## Aplicacions

### Ones sonores
El so és una ona longitudinal que es desplaça, una vibració de pressió. Els humans perceben la freqüència de les ones sonores com a to. Cada nota musical correspon a un to específic o a una freqüència específica, que es pot mesurar en hertz. Així la nota La té una freqüència de 440 Hz, establerta per la International Standards Organization (ISO) el 1970 i d'on s'obtenen les altres. L'oïda d'un nounat poden detectar freqüències de 20 Hz a 20 000 Hz; l'adult mitjà pot sentir sons entre 20 Hz i 16 000 Hz. Les ones ultrasòniques, infrasòniques i altres vibracions físiques com les vibracions moleculars i atòmiques van des d'uns quants femtohertzs fins a terahertzs (les vibracions moleculars solen ser desenes de terahertzs).
| Notes           | do              | re                | mi              | fa              | sol              | la  | si              | do            |
| --------------- | --------------- | ----------------- | --------------- | --------------- | ---------------- | --- | --------------- | ------------- |
| Freqüència (Hz) | 264 = 3/5 × 440 | 297 = 27/40 × 440 | 330 = 3/4 × 440 | 352 = 4/5 × 440 | 396 = 9/10 × 440 | 440 | 495 = 9/8 × 440 | 528 = 2 × 264 |

### Ones electromagnètiques
La radiació electromagnètica es descriu normalment pel nombre d'oscil·lacions normals del camp elèctric i magnètic per segon, expressat en hertzs.

Batecs cardíacs són un exemple d'un fenomen periòdic no sinusoidal que es pot analitzar en termes de freqüència. S'il·lustren dos cicles.

L'espectre electromagnètic compren ones des del kHz fins ZHz. Les ones de ràdio són les més poc energètiques i tenen freqüències per sota els 109 Hz o 1 GHz. A continuació, en sentit ascendent d'energia i de freqüències, hi ha les microones, entre 1 GHz i 3 × 1011 Hz o 0,3 THz. Seguidament, hi ha la zona de radiació infraroja, que va dels 0,3 THz fins als 4 × 1014 Hz o 0,4 PHz. Li segueix la petita zona de la llum visible, amb uns límits molt precisos entre 3,84 × 1014 Hz i 7,69 × 1014 Hz o entre 0,384 PHz i 0,769 PHz. A aquesta estreta zona li segueix la zona de la radiació ultraviolada que s'entén fins als 3 × 1016 Hz o 30 PHz. A continuació hom troba la zona dels raigs X que van dels 3 × 1016 Hz fins als 9 × 1019 Hz. Més energètic hom hi troba els raigs gamma que arriben als 6 × 1021 Hz o 6 ZHz i amb més energia hi ha els raigs còsmics.

### Velocitat dels processadors

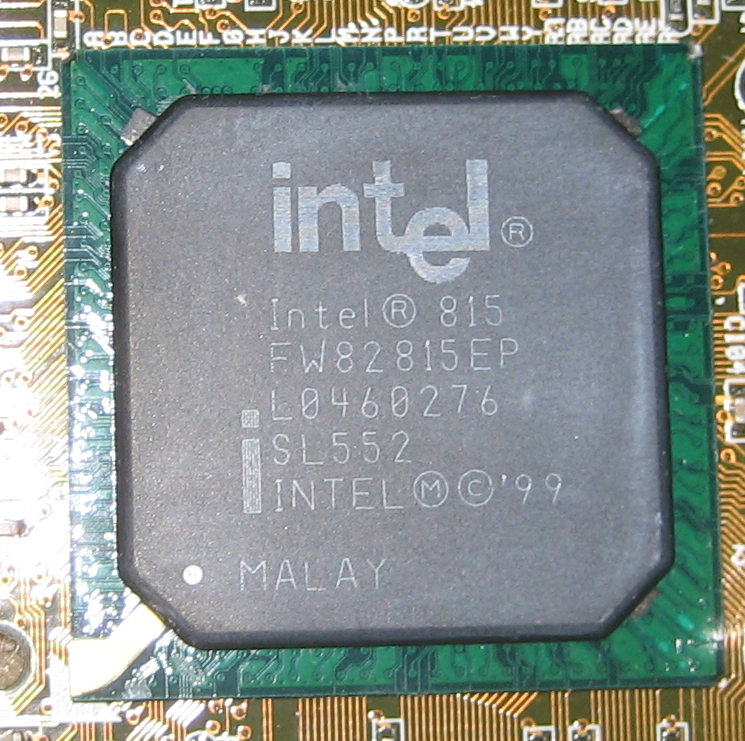
Northbridge Intel i815EP.

En els ordinadors, la majoria de les unitats centrals de processament (CPU) s'especifiquen per la seva velocitat de rellotge, expressada en megahertz (106 Hz) o gigahertz (109 Hz). Aquesta especificació fa referència a la freqüència de rellotge principal de la CPU. Aquest senyal és una ona quadrada, una tensió que alterna regularment entre un valor lògic elevat i un valor lògic baix. Com que l'hertz s'ha convertit en la principal unitat de mesura acceptada per mesurar el rendiment de la CPU, molts experts han criticat el mètode, que diuen que es pot manipular fàcilment. Alguns processadors utilitzen uns quants cicles de rellotge per fer una única operació, mentre que altres processadors poden efectuar diverses operacions en un sol cicle. Per als ordinadors personals, les velocitats del processador oscil·len entre aproximadament 1 MHz a finals de la dècada de 1970 (ordinadors Atari, Commodore, Apple) fins als microprocessadors IBM POWER de 6 GHz.
Diferents busos informàtics, com el bus frontal que connecta la CPU amb el Northbridge, també operen a diferents freqüències en el rang de megahertz.

## Múltiples i submúltiples
Les taules següents presenten els noms i símbols dels múltiples i submúltiples dels hertz segons el Sistema Internacional d'Unitats.
| Coeficient | Nom         | Símbol |
| ---------- | ----------- | ------ |
| 10         | decahertz   | daHz   |
| 102        | hectohertz  | hHz    |
| 103        | quilohertz  | kHz    |
| 106        | megahertz   | MHz    |
| 109        | gigahertz   | GHz    |
| 1012       | terahertz   | THz    |
| 1015       | petahertz   | pH     |
| 1018       | exahertz    | EHz    |
| 1021       | zettahertz  | ZHz    |
| 1024       | yottahertz  | YHz    |
| 1027       | ronnahertz  | RHz    |
| 1030       | quettahertz | QHz    |

| Coeficient | Nom         | Símbol |
| ---------- | ----------- | ------ |
| 10−1       | decihertz   | dHz    |
| 10−2       | centihertz  | chz    |
| 10−3       | milihertz   | mHz    |
| 10−6       | microhertz  | µHz    |
| 10−9       | nanohertz   | nHz    |
| 10−12      | picohertz   | pHz    |
| 10−15      | femtohertz  | fHz    |
| 10−18      | attohertz   | aHz    |
| 10−21      | zeptohertz  | zHz    |
| 10−24      | yoctohertz  | yHz    |
| 10−27      | rontohertz  | rHz    |
| 10−30      | quectohertz | qHz    |

## Exemples
Acústica
- Freqüències entre 25 i 150 Hz: el ronronament dels gats, o d'1,5 a 6 kHz.
- Freqüència de 20 Hz: freqüència mínima audible per als humans.
- Freqüència de 261.626 Hz: La nota musical del Do mitjà en igual temperament.
- Freqüència de 256.869 Hz: la nota musical del Do mitjà en temperament igual de Verdi.
- Freqüència de 440 Hz: el la utilitzat per afinar instruments musicals (diapasó).
- Freqüència de 430,54 Hz: el La de Verdi (o afinació "científica") .
- Freqüència entre 16000 i 24000 Hz: límit superior de freqüències audibles per als humans (disminueix amb l'edat).

Electrònica
- 44.1, 48, 96 i 192 kHz: freqüències de mostreig típiques utilitzades en CD, DVD i DVD-àudio.
- 740 kHz: La velocitat de rellotge del primer microprocessador comercial, l'Intel 4004 (1971 ).
- de l'1 al 8 MHz: La velocitat de rellotge dels primers ordinadors personals (finals de la dècada de 1970, principis de la dècada de 1980).
- de 1,2 a 3 GHz: la velocitat de rellotge dels processadors de telèfons intel·ligents (2014 fins a l'actualitat).
- del 2 al 5 GHz: la velocitat de rellotge dels darrers microprocessadors individuals (anys 2000 fins a l'actualitat).
- 5,5 GHz : la velocitat de rellotge del processador més ràpida (2022) Core i9 12900k.

Electromagnetisme
- 50 o 60 Hz: corrent altern subministrat per preses de corrent.
- 400 Hz: corrent altern utilitzat a l'aviació, generat i utilitzat en avions.
- 60 Hz: Corrent altern utilitzat en el sector marítim, actualment utilitzat en gairebé tots els tipus de vaixells .
- del 531 al 1602 kHz: ràdio AM d'ona mitjana. Immediatament més enllà es troben les HF en ús per a ràdios internacionals.
- de 2.30 a 21.85 MHz: ràdio AM d'ona curta. Immediatament després hi ha els VHF.
- de 87,5 a 108 MHz: ràdio FM. Immediatament més enllà es troben els VHF i UHF en ús en aeronàutica.
- de 177 a 230 MHz: ràdio digital terrestre DAB+.
- de 474 a 690 MHz: televisió digital terrestre TDT.
- de 700 a 2200 MHz: telecomunicacions – GSM 900, UMTS 2100, LTE (4G), 5G 700, 800, DCS i LTE 1800 són les freqüències utilitzades per a la transmissió i recepció de senyals en SRB i antenes per a la xarxa de telefonia mòbil cel·lular.
- 460 THz: llum vermella.
- 30 PHz: raigs X.
- 300 YHz: raigs gamma : raigs produïts pel Sol i per una reacció nuclear.